# Saint-Perdoux (Dordogne)
Saint-Perdoux település Franciaországban, Dordogne megyében. Lakosainak száma 142 fő (2022. január 1.). Saint-Perdoux Bouniagues, Saint-Capraise-d’Eymet, Monsaguel, Plaisance, Sadillac és Ribagnac községekkel határos.

## Népesség
A település népessége az elmúlt években az alábbi módon változott:
| Lakosok száma | 132  | 121  | 120  | 135  | 136  | 134  | 137  | 140  | 142  | 142  |
|               | 1968 | 1982 | 1990 | 2006 | 2013 | 2015 | 2017 | 2019 | 2020 | 2022 |